# Димитрий Карагеоргиевич (1958)
Принц Дими́трий Алекса́ндров Карагео́ргиевич (серб. Димитрије Александров Карађорђевић, 18 июня 1958 года, Булонь-Бийанкур) — принц Югославии и Сербии, сын Александра Карагеоргиевича и княгини Марии Пии Савойской. Основатель, президент и художественный руководитель ювелирной фирмы своего имени, Prince Dimitri Company. В прошлом старший вице-президент ювелирного отдела аукционного дома «Сотбис».

## Биография
Своё детство принц Димитрий провёл в Версале. Посещал школы-интернаты во Франции и Швейцарии. Окончил Парижский университет по специальности «Коммерческое право». В 1983 году переехал в Нью-Йорк.
Изначально преследуя карьеру на Уолл-стрит, решил переключиться на область ювелирики. Ему предложили должность в отделе ювелирных изделий «Сотбис», в конечном итоге принц стал его старшим вице-президентом. За 15 лет работы в «Сотбисе» он стал оценщиком ювелирных изделий и изучал геммологию. В 1999 году принц Димитрий занялся дизайном ювелирных изделий. Первая его коллекция запонок из драгоценных камней была продана модельным домом Bergdorf Goodman в торговом доме Saks Fifth Avenue. Также им была разработана линейка женских украшений для Barneys New York и Neiman Marcus. В 2002 году он перешёл в аукционный дом Phillips de Pury & Luxembourg, где возглавил отдел ювелирных изделий. В 2007 году основал совместно с Тоддом Морли компанию Prince Dimitri Company. Его ювелирные изделия также продавались на аукционе Christie's.

## Семья
Принцы Димитрий и Михаил — первая пара близнецов, родившихся в 1958 году у принца Александра и его первой жены, принцессы Марии Пии Савойской, старшей дочери короля Италии Умберто II. В 1963 году у Александра и Марии Пии родилась вторая пара близнецов — принц Сергий и княжна Елена. Младший единокровный брат принца Димитрия — принц Душан, родился от второго брака своего отца на принцессе Барбаре фон унд цу Лихтенштейн.
Принц Димитрий относится к младшей ветви Королевского дома Югославии, идущей от принц-регента Павла Карагеоргиевича. Он третий кузен Александра, кронпринца Югославии.
Его бабушкой по материнской линии была Мария Жозе Бельгийская, дочь бельгийского короля Альберта I, бабушкой по отцовской линии — принцесса Ольга Греческая и Датская, сестра принцессы Марины, герцогини Кентской. Прадедом по отцовской линии был принц Николай Греческий и Датский, живописец и сын Георга I, короля Греции. Прапрадедом по отцовской линии был Великий Князь Владимир Александрович, покровитель авангарда, подстегнувший создание Русского балета Дягилева. Принц Димитрий также приходится первым кузеном Эмануеле Филиберто Савойскому, принцу Венеции, сыну и наследнику претендента на итальянский трон, а также первому кузену актрисы Кетрин Оксенберг.
Через своих родителей принц Димитрий связан со всеми королевскими семьями Европы, находясь более чем на тысячном месте в очереди наследования британского трона. По смерти своего отца в 2016 году, при трактовке Основных законов Российской Империи, исключающей всех лиц, рождённых в неравных браках теоретических членов Императорского дома, принц Димитрий имеет право первым наследовать российский престол в случае реставрации российской монархии.